# Samuel Rabin
Samuel Rabin (né le 20 juin 1903 à Cheetham Hill et mort le 20 décembre 1991 à Poole) est un lutteur sportif britannique.

## Biographie
Samuel Rabin obtient une médaille de bronze olympique, en 1928 à Amsterdam en poids moyens.

## Palmarès

### Jeux olympiques
- Jeux olympiques d'été de 1928 à Amsterdam
  -  Médaille de bronze en -79 kg